# Dmitri Dmitrijewitsch Kuruta

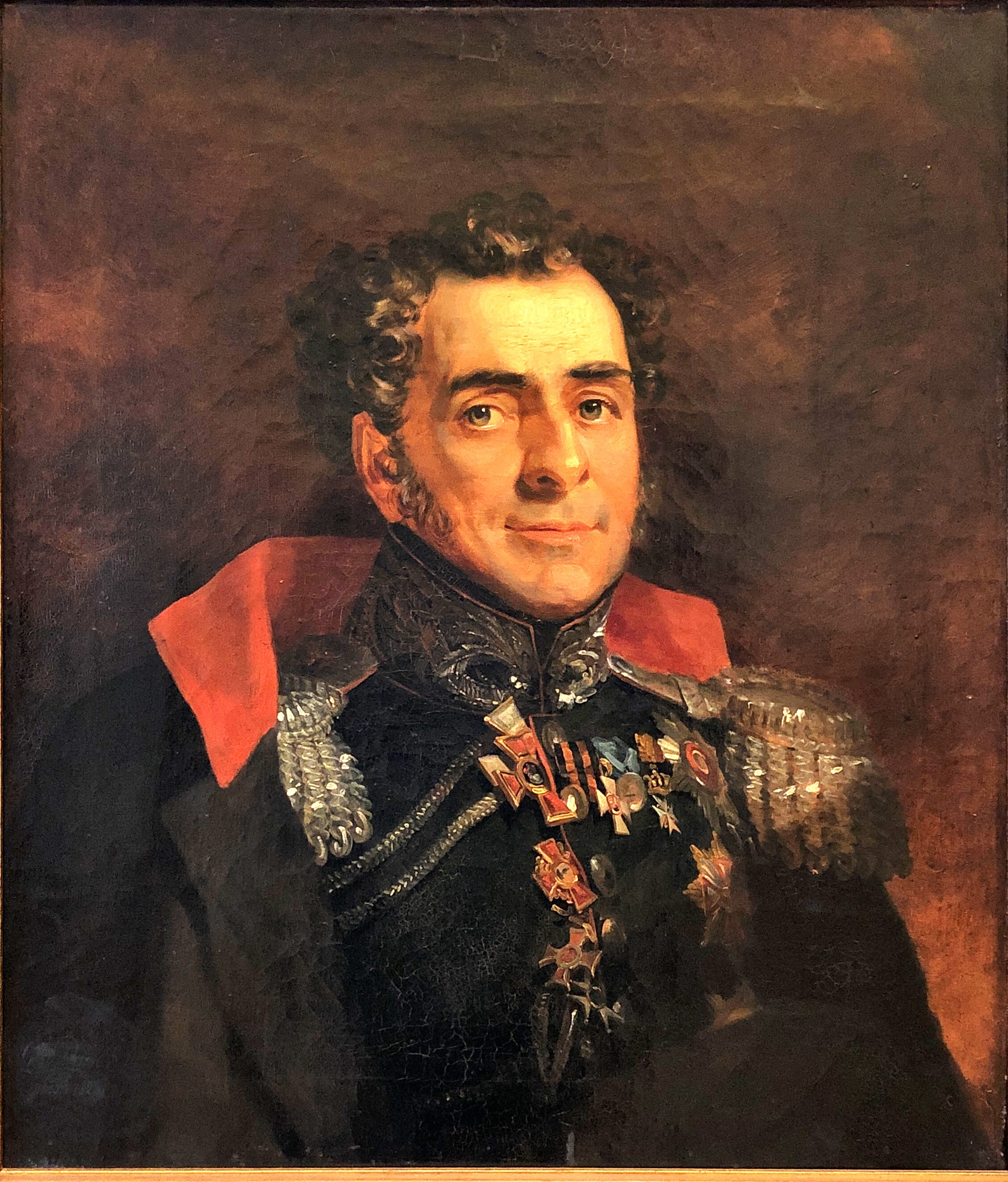
Dmitri Dmitrievitch Kuruta (Ölgemälde von George Dawe, 1823)

Graf Dmitri Dmitrijewitsch Kuruta (russisch Дмитрий Дмитриевич Курута, wiss. Transliteration Dmitrij Dmitrievič Kuruta; * 1770 in Konstantinopel; † 1. Märzjul. / 13. März 1833greg.) war ein hoher Offizier der russischen Armee.
Kuruta wanderte aus Griechenland ein und diente ab 1787 in der russischen Armee. Er nahm an den Feldzügen des Dritten Koalitionskriegs, des Vierten Koalitionskriegs und des Sechsten Koalitionskriegs teil. 
Zu Beginn des Vaterländischen Krieges von 1812 war er Quartiermeister des 5. Infanteriekorps, das Teil der 1. Westarmee war. Er nahm an der Schlacht von Borodino und Krasnoje teil. Für seine Leistungen wurde er 25. Dezember 1812 zum Generalmajor befördert. Im Feldzug von 1813 kämpfte er in Deutschland und war an den Schlachten von Bautzen, Dresden, Kulm und der Völkerschlacht bei Leipzig beteiligt. Im Feldzug von 1814 kämpfte er bei La Rothière, Fère-Champenoise und nahm an der Einnahme von Paris teil.
Am 6. November 1815 trat er dem Hauptquartier des Großfürsten Konstantin Pawlowitsch in Warschau bei und wurde am 24. September 1816 zum Generalleutnant befördert. Im August 1826 wurde er in den Grafenstand erhoben und am 25. Juni 1828 zum General der Infanterie befördert. Beim Polnischen Aufstand von 1830 wurde er für seinen Mut und Tapferkeit während der Schlacht von Wilna und beim Sturm auf die Ponari-Höhen mit dem Orden des Heiligen Georg 3. Klasse ausgezeichnet.

## Auszeichnungen
- Goldenes Schwert für Tapferkeit
- Orden des Heiligen Andreas des Erstberufenen
- Alexander-Newski-Orden
- 3. Klasse des russischen St.-Georg-Ordens
- Kaiserlich-Königlicher Orden vom Weißen Adler
- Medaille 1812
- 2. Klasse des russischen St.-Wladimir-Ordens
- 1. Klasse des russischen St.-Anna-Ordens
- 2. Klasse des österreichischen Leopold-Ordens (Kaisertum Österreich)
- Militär-Max-Joseph-Orden (Königreich Bayern)
- Kulmer Kreuz (Preußen)
- Order of Saint John (Vereinigtes Königreich Großbritannien und Irland)